# Ху Юн
Ху Юн (кхмер. ហ៊ូ យន់, 1930 — 1975) — камбоджийский политик, революционер, видный деятель движения «красных кхмеров», член Коммунистической партии Кампучии, ранее занимал ряд министерских постов в правительстве Нородома Сианука.
Ху Юн имел серьёзные разногласия по политической линии со своими соратниками по Ангка, особенно обострившиеся после 1975 года, что предположительно и стало причиной его гибели.

## Биография
Родился в 1930 году в городе Кампонгтям в китайско-кхмерской семье. Происхождение Ху Юна (его отец выращивал рис и табак) не помешало ему поступить в лицей Сисовата (Пномпень), где он впервые познакомился со своими будущими соратниками по Ангка. После окончания лицея Ху Юн продолжил изучать экономику и право в Парижском университете. В своей докторской диссертации он изложил фундаментальные идеи, ставшие впоследствии основной экономической политики «красных кхмеров» в 1975—1979 гг. Именно крестьянство, по мнению Ху Юна, должно было играть центральную роль в построении камбоджийского общества, что противоречило существующим взглядам на развитие экономики с помощью урбанизации и индустриализации.
Благодаря своим работам Ху Юн быстро обрел популярность в среде камбоджийских студентов, учившихся вместе с ним в Париже. Он стал значимой фигурой в зарождающемся коммунистическом движении и даже был избран главой Ассоциации кхмерских студентов (АКС). В это же время он начинает посещать марксистский кружок, где знакомится с будущим лидером «красных кхмеров» — Салот Саром, тесная дружба с которым, впоследствии поможет Ху Юну избежать многих сложностей. Увлечение левыми идеями заставило Ху Юн совершить его несколько поездок по странам соцлагеря, так он посетил Югославию (1950), Восточный Берлин (1951) и Румынию (1953).
Наряду с Салот Саром, Иенгом Сари и другими камбоджийскими радикалами Ху Юн получил известность как автор открытого письма к Нородому Сиануку, в котором принца обвиняли в «удушении зарождающейся демократии». Впоследствии французские власти запретили деятельность АКС, однако на её базе в 1956 году Ху Юн и Кхиеу Сампхан создали новое объединение — Союз кхмерских студентов. По возвращении в Камбоджу, Ху Юн открыл частную школу, где стал преподавателем французского.

### После переворота(1970—1975)
Весной 1970 года при поддержке ЦРУ в Камбодже произошел государственный переворот, в результате которого Нородом Сианук был низложен, а к власти в стране пришел генерал Лон Нол. Находясь в Пекине, Сианук (в коалиции с коммунистами) немедленно сформировал «правительство в изгнании» и сразу же стал командовать восстанием против нового режима. В новом «правительстве» Ху Юн получил пост министра кооперативов, что вызвало острые противоречия в руководстве «красных кхмеров», которым не нравились темпы коллективизации в «освобожденных» повстанцами районах.
Уже в это время у Ху Юна начались серьёзные разногласия со своими соратниками по Ангка — он публично критикует Пол Пота, сетуя на то, что партия выставила его в качестве марионетки. Также он выступил против отмены рынков и денежной системы, которую продвигали Пол Пот и Нуон Чеа — по словам Ху Юна, с такой политикой режим просуществует не более трех лет. Публичные заявления Ху Юна стали поводом для его ареста и заключения в концлагерь К6, куда в 1974 году он был направлен для «перевоспитания», его пребывание там оказалось недолгим — тесные связи с Пол Потом, а также широкая поддержка среди камбоджийского населения помогли ему выйти на свободу и к 1975 году восстановиться в руководстве компартии.

### Гибель
Есть сведения, что в документах «красных кхмеров» содержится информация о посмертной реабилитации Ху Юна в 1978 году.